# 东马口湖
东马口湖是一个位于中国湖北省武穴市的淡水湖，面积约为3.16平方千米，属于长江区。它的一级流域为长江流域，二级流域为长江干流水系。